# Peace in the Valley (песня)
| Оценки критиков | Оценки критиков |
| Источник        | Оценка          |
| --------------- | --------------- |
| AllMusic        | Без оценки      |

«Peace in the Valley» — песня, написанная в 1933 году Томасом Э. Дорси (которого считают «отцом» современной музыки в жанре госпел). Стала популярна в 1939 году в исполнении Махалии Джексон.
В 1951 году в исполнении группы Реда Фоли и его группы Sunshine Boys (англ. Red Foley and the Sunshine Boys) песня достигла 7 места в чарте самых продаваемых синглов в жанре кантри и вестерн американского журнала «Билборд». Эта версия стала одной из первых пластинок (синглов) в стиле госпел, продавшихся в более чем миллионе экземпляров. В 2006 году она была включена Национальный реестр аудиозаписей Библиотеки конгресса США (и теперь находится там на особом сохранении).
В 1957 году песню включил в свой первый альбом в стиле госпел Элвис Пресли. Альбом содержал 4 песни и так и назывался, Peace in the Valley, по открывающему его треку. Альбом в «Билборде» поднялся на 3 место, а песня «(There’ll Be) Peace In The Valley (For Me)» —  на 25-е (в основном сингловом чарте Top 100).
Сайт Зала славы рок-н-ролла называет эту песню «одной из величайших композиций», написанных Томасом Э. Дорси за его карьеру.